# Johannes Hendrikus Donner
Johannes Hendrikus Donner, meglio noto come Jan Donner o Hein Donner (L'Aia, 6 luglio 1927 – 27 novembre 1988), è stato uno scacchista e scrittore olandese.
Nel 1959 la FIDE gli riconobbe il titolo di Grande Maestro.
Con la nazionale olimpica olandese partecipò a undici olimpiadi degli scacchi dal 1950 al 1978, vincendo tre medaglie d'argento: una di squadra alle olimpiadi di Haifa 1976 e due individuali alle olimpiadi di Dubrovnik 1950 e Helsinki 1952.
Vinse il campionato olandese nel 1954, 1957 e 1958. Tra gli altri  migliori risultati i seguenti:
- 1950 : 1º nel torneo Hoogovens di Beverwijk
- 1963 : 1º a Beverwijk
- 1967 : 1º a Venezia, davanti al campione del mondo in carica Tigran Petrosian
- 1970 : 2º a Leida dietro a Spassky, ma davanti a Botvinnik e Larsen

Nel 1983 fu colpito da un infarto, e da allora smise di partecipare a competizioni.
Nel 1987 scrisse "De Koning" (il re), contenente 162 articoli tratti da sue rubriche scacchistiche. Nello stesso anno ricevette il premio letterario olandese Henriette Roland-Holst per il suo libro "Na mijn dood geschreven" (Scritto dopo la mia morte), una raccolta di scritti tratti da sue collaborazioni alla rivista NRC Handelsblad.